# スフェルミオン
スフェルミオン (sfermion) とは、超対称性粒子の一分類を表す名称であり、スクォークとスレプトンとを一まとめにした総称である。
超対称性理論では、素粒子の標準理論に登場するクォークおよびレプトンというフェルミ粒子の超対称性パートナー粒子として、スピンが0のボース粒子、スクォークおよびスレプトンが予言されている。クォークおよびレプトンは素粒子の大統一理論では同一の多重項に属するフェルミオンであるため、統一的にマターフェルミオン(matter fermion)として扱われることがあり、これに合わせてスクォークおよびスレプトンを統一的に扱う際には、属名が必要である。スフェルミオンはこの属名に相当する。